# 国鉄タム1700形貨車
国鉄タム1700形貨車（こくてつタム1700がたかしゃ）は、かつて運輸省、日本国有鉄道（国鉄）に在籍した私有貨車（タンク車）である。
本形式より改造され別形式となったタム1750形についても本項目で解説する。

## タム1700形
タム1700形は濃硫酸専用の14 t（タム1700 - タム1715）または15 t（タム1716 - タム1722）積タンク車として1948年（昭和23年）9月14日から1949年（昭和24年）11月19日にかけて23両（タム1700 - タム1722）が東洋レーヨン、にて製作された。この23両の内には多数の戦災復旧車が含まれている。
本形式の他に「濃硫酸」または「濃硫酸及び発煙硫酸」を専用種別とする貨車は、タム400形（418両）、タキ4000形（351両）、タキ5750形（500両）、タキ46000形（71両）等実に21形式が存在した。
1955年（昭和30年）1月18日に1両（タム1714→タム1750）が改造され形式名は新形式であるタム1750形とされた。
落成時の所有者は島根化学工業、東洋レーヨン、日本軽金属、昭和石油、興国人絹パルプの5社であった。
車体色は黒、寸法関係は全長は7,300 mm、軸距は3,500 mm、実容積は8.4 m3、自重は8.3 t - 8.9 t、換算両数は積車2.4、空車1.0、走り装置はシュー式の二軸車である。
1968年（昭和43年）9月30日に最後まで在籍した19両が廃車となり同時に形式消滅となった。

## タム1750形
1955年（昭和30年）1月18日にタム1700形1両（タム1714→タム1750）が川崎車輛にて改造され、形式名は新形式であるタム1750形とされた。
所有者は昭和石油であり、その常備駅は信越本線貨物支線の東新潟港駅であった。
車体色は黒、寸法関係は全長は6,250 mm、軸距は3,000 mm、実容積は8.4 m3、自重は9.0 t、換算両数は積車2.4、空車1.0であり、走り装置はシュー式の二軸車である。
1968年（昭和43年）9月30日に廃車となり同時に形式消滅となった。